# Carlos Quintana Martínez
Carlos Humberto Quintana Martínez (Morelia, Michoacán; 4 de marzo de 1980) es un contador y político mexicano, miembro del Partido Acción Nacional (PAN). De 2015 a 2018 fue diputado local en la LXXIII Legislatura del Congreso del Estado de Michoacán. Del 2021 al 2024 fue diputado federal en la LXV Legislatura del Congreso de la Unión en representación del distrito federal 10 del Estado de Michoacán, el cual comprende la mitad oriental de la Ciudad de Morelia. Actualmente es el Dirigente (Presidente) del Comité Directivo Estatal del Partido Acción Nacional en el Estado de Michoacán. 

1. Secretario Juvenil del PAN: 2004-2006
Encargado de la coordinación de la juventud en el partido.
2. Diputado Local en Michoacán: 2008-2012
Representó a la región en el Congreso del Estado, participando en la elaboración de leyes locales.
3. Presidente de la mesa directiva del congreso de Michoacán en 2010
4. Secretario General del Comité Directivo Estatal del PAN en Michoacán: 2012-2014
Asumió el liderazgo operativo y organizativo del partido a nivel estatal.
5. Diputado Local en Michoacán: 2015-2018
Ejerció nuevamente su función como representante local, impulsando iniciativas para la región.

6. Diputado Federal: 2021-2024
Representó a Michoacán en la Cámara de Diputados a nivel nacional, participando en la creación y modificación de leyes federales.

7. Presidente del Comité Directivo Estatal del PAN en Michoacán: 2024-2027
Encabezó el comité, liderando la estrategia electoral y organizativa del partido en el estado.

8. Consejero Nacional y Consejero Estatal del PAN